# Rodrigo Bengua
Mario Rodrigo Bengua Zunino (Montevideo, 18 ottobre 1980) è un ex calciatore uruguaiano, di ruolo attaccante.

## Carriera
Inizia la carriera nel Montevideo Wanderers, con cui nel 2000 vince la Segunda División Profesional de Uruguay, ottenendo così una promozione nella prima divisione uruguaiana; nel 2001 da neopromossi i Wanderers vincono poi anche la Liguilla Pre-Libertadores de América. Nel 2002 Bengua disputa inoltre 5 partite in Coppa Libertadores. L'anno seguente milita nel Bella Vista, altra formazione della prima divisione del suo Paese natale. Gioca in patria anche le due stagioni successive, rispettivamente con Plaza Colonia e Rampla Juniors.
Nel 2005 si trasferisce in Italia, alla Salernitana, formazione campana di Serie C1 con la quale nel corso della stagione 2005-2006 disputa 9 partite di campionato senza mai segnare. A fine stagione torna in patria, dove gioca per un anno in seconda divisione con la maglia del Cerro Largo. Dopo un solo anno cambia nuovamente maglia, andando a giocare al Racing Montevideo, con cui segna 4 reti e vince per la seconda volta in carriera il campionato uruguaiano di seconda divisione. Dal 2008 al 2010 ha giocato nuovamente in Europa, vestendo la maglia dei greci del Nikī Volo, impegnati nella seconda divisione ellenica. Dopo un breve periodo al Rentistas (nella seconda divisione uruguaiana) dal 2010 al 2012 gioca in Guatemala col Mictlán, con cui nel suo primo anno segna 4 reti, mentre nella sua seconda stagione in squadra disputa 8 incontri di campionato senza mai segnare.

## Palmarès

### Club

#### Competizioni nazionali
- Segunda División Profesional de Uruguay: 2

Montevideo Wanderers: 2000
Racing Montevideo: 2007-2008
- Liguilla Pre-Libertadores de América: 1

Montevideo Wanderers: 2001